# Radebrikgronden
Radebrikgronden is een bodemtype binnen het Nederlandse systeem van bodemclassificatie en behoort tot de suborde van xerobrikgronden. Deze subgroep omvat hoger gelegen brikgronden in de Zuid-Limburgse lössgebieden en in laat-pleistocene oude rivierklei-afzettingen.
De B-horizont (briklaag) bevindt zich in deze gronden op 40–50 cm diepte en heeft een egaal bruine kleur. In de bovengrond (A- en E-horizonten) is geen duidelijke nieuwe bodemprofielontwikkeling waar te nemen. Radebrikgronden hebben geen hydromorfe kenmerken in de A-, E- of B-horizonten. Eventuele roestvlekken bevinden zich op grotere diepte.
Het toponiem rade in de naamgeving van deze gronden komt voor in oude ontginningen in het lössgebied.
| Horizont | Diepte    | Omschrijving |
| -------- | --------- | --- |
| Ap       | 0–25 cm   | donker grijsbruine siltige leem, 2% humus; grof kruimelige, afgerond blokkige structuur |
| E        | 25–50 cm  | bruine siltige leem; afgeronde onregelmatige bodemstructuur |
| Bt       | 50–90 cm  | donkerbruine tot donker geelbruine siltige leem (hoger % lutum dan in boven- en onderliggende horizonten); onregelmatig blokkige structuur; duidelijk zichtbare klei-inspoeling (kleihuidjes) |
| BC       | 90–110 cm | overgangszone met afname in % lutum en minder kleihuidjes dan in Bt horizont |
| C        | > 110 cm  | geelbruine tot licht geelbruine siltige leem; grof poreus, sponzige structuur |